# Boronella verticillata
Boronella verticillata là một loài thực vật có hoa trong họ Cửu lý hương. Loài này được Baill. ex Guillaumin mô tả khoa học đầu tiên năm 1911.